# Chiến khu Đ

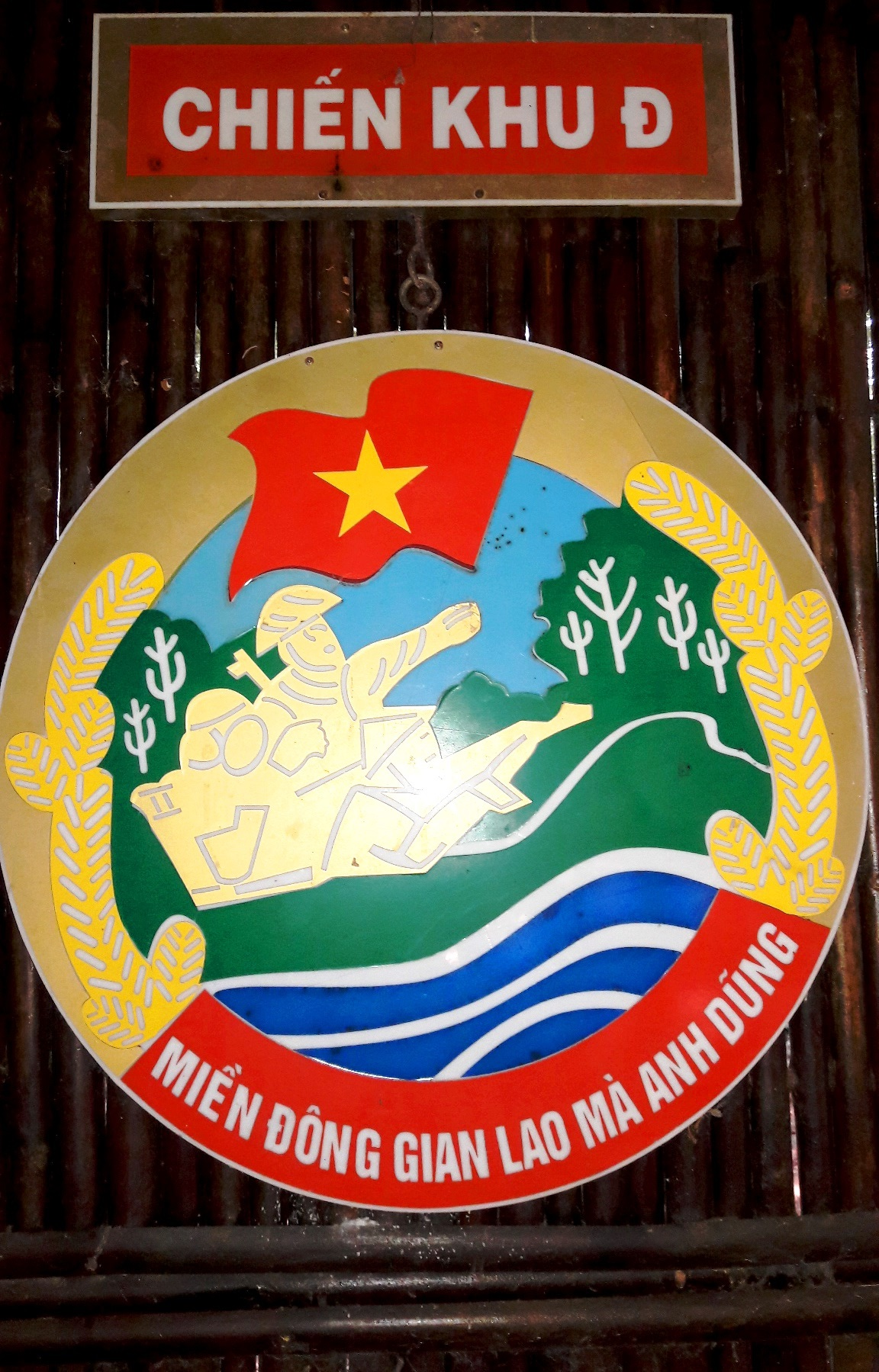
Huy hiệu Chiến khu Đ, với khẩu hiệu "Miền Đông gian lao mà anh dũng"

Chiến khu Đ là một căn cứ quân sự ở miền Đông Nam Bộ của Mặt trận Việt Minh và Quân đội nhân dân Việt Nam trong Chiến tranh Đông Dương, và của Mặt trận Dân tộc Giải phóng miền Nam Việt Nam và Quân Giải phóng miền Nam Việt Nam trong Chiến tranh Việt Nam. Chiến khu được thành lập vào tháng 2 năm 1946, bao gồm 5 xã: Tân Hòa, Mỹ Lộc, Tân Tịch, Thường Tân, Lạc An (nay thuộc huyện Tân Uyên, Bình Dương). Cuộc kháng chiến phát triển, Chiến khu Đ ngày càng mở rộng lên vùng rừng núi hiểm trở từ biên giới Việt Nam-Campuchia đến gần sát các thành phố Sài Gòn, Biên Hòa, Thủ Dầu Một. Là căn cứ của cơ quan chỉ đạo kháng chiến miền Nam. Chiến khu Đ một thời được mệnh danh là "vùng đất chết".

## Hoàn cảnh hình thành
Chiến khu Đ được xây dựng vào cuối tháng 2 năm 1946. Khi thực dân Pháp chiếm đóng được quận lỵ Tân Uyên, thành lập chi khu. Tổng hành dinh Khu 7 và lực lượng vũ trang Biên Hòa, Thủ Dầu Một rút sâu vào rừng. Công tác xây dựng căn cứ được đặt ra một cách cấp thiết tại Hội nghị bất thường của Khu bộ khu 7 ở Lạc An. Được hội nghị chấp thuận, việc xây dựng căn cứ được triển khai có hệ thống, các cơ quan, đơn vị, công xưởng v.v. phân chia đóng từng khu vực.

## Ý nghĩa tên gọi

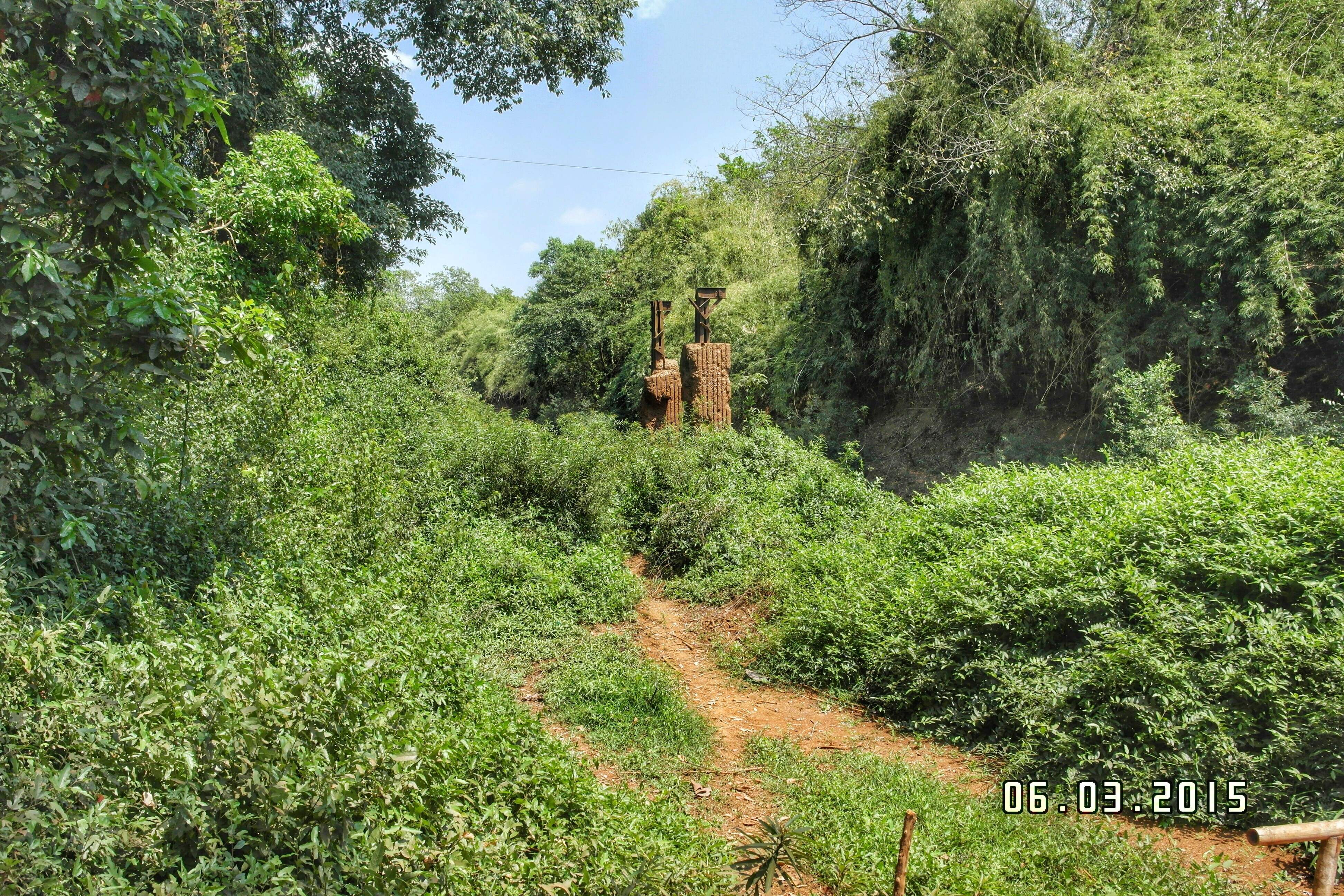
Đường vào chiến khu D từ ngả Bình Phước

Nhiều khu vực Nam Bộ của Việt Minh trong chiến tranh Đông Dương mang mật danh A, B, C, D: 
- A là căn cứ giao thông liên lạc đóng ở Giáp Lạc,
- B là căn cứ hậu cần đóng ở Thường Lang,
- C là khu bộ đội thường trực đóng ở Ông Đội,
- D là khu Tổng hành dinh khu 7 đóng ở hố Ngãi Hoang.

Từ đó, chiến khu Đ trở thành căn cứ địa của chiến khu 7 – một tổ chức hành chính – quân sự của các tỉnh Thủ Dầu Một, Biên Hòa, Tây Ninh, Gia Định, Chợ Lớn, Bà Rịa và thành phố Sài Gòn, do Trung tướng Nguyễn Bình được chỉ định làm Khu trưởng và Trần Xuân Độ làm Chính ủy. Ban đầu, Đ là mật danh chỉ tổng hành dinh của khu 7 nằm trong hệ thống các vị trí căn cứ của khu. Dần về sau, mật danh Đ được dùng để chỉ luôn cả vùng chiến khu rộng lớn ngày càng phát triển ở miền Đông Nam Bộ.
Tuy nhiên, cũng có nhiều người cho rằng chữ Đ ở đây mang ý nghĩa là "đỏ", hàm ý là vùng chiến khu cách mạng kiên cường, tập trung những cơ quan đầu não kháng chiến quan trọng, một "địa chỉ Đỏ" của cả nước. Hoặc chữ Đ là viết tắt địa danh Đất Cuốc, nơi thi tướng Huỳnh Văn Nghệ khởi cứ đầu tiên. Hoặc chữ Đ là viết tắt chiến khu Đồng Nai, chiến khu miền Đông, chiến khu Đầu tiên...

## Địa lý

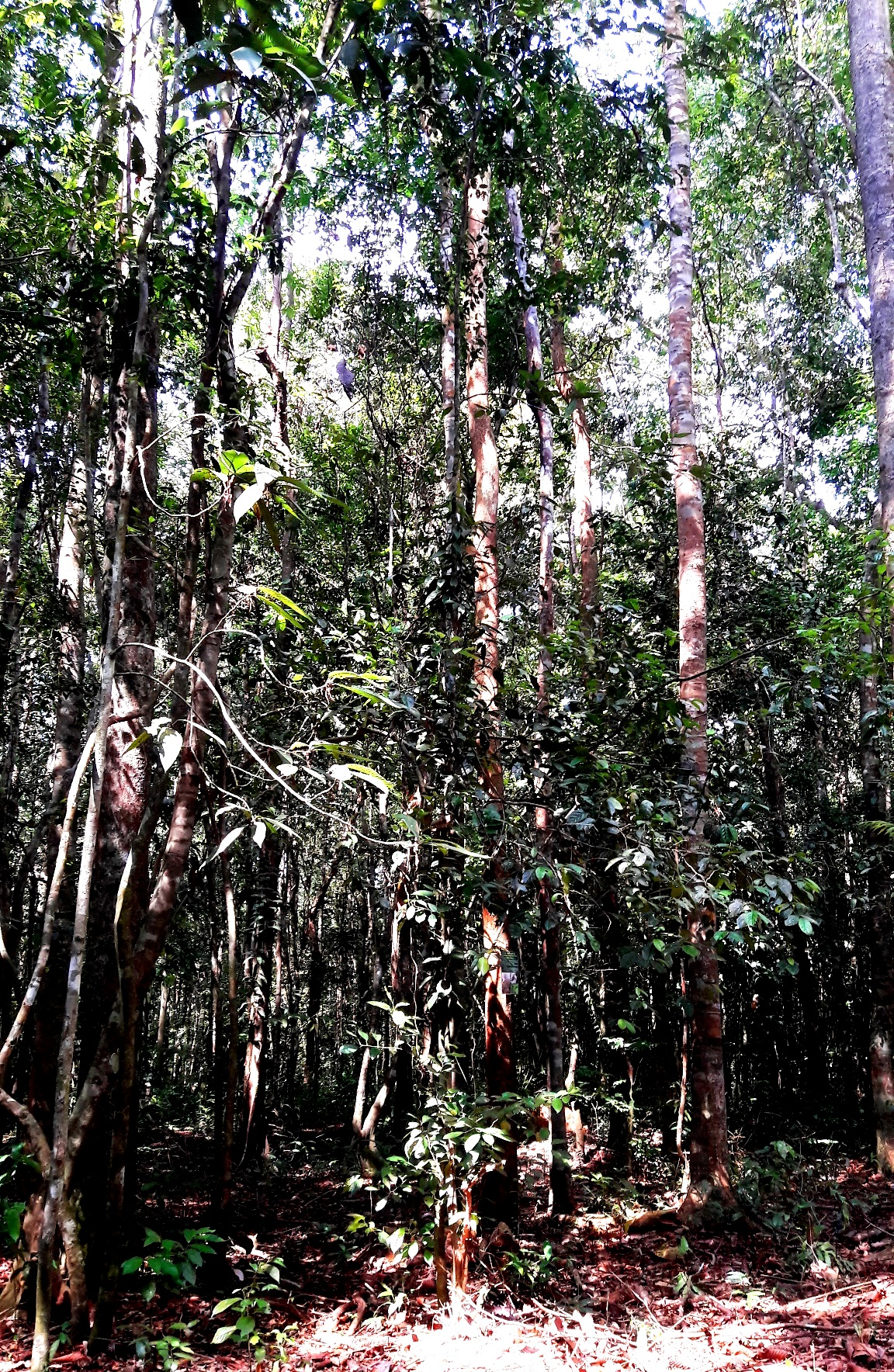
Rừng Mã Đà, nơi đặt mật cứ Chiến khu Đ

Trong chiến tranh Đông Dương, phạm vi chủ yếu của chiến khu Đ nằm trên vùng đất: Tây giáp đường 16 đoạn từ thị trấn Tân Uyên lên Cổng xanh; Bắc giáp Sông Bé đoạn từ cầu Phước Hòa lên Chánh Hưng, Đông vẫn giáp Sông Bé đoạn từ Chánh Hưng đến ngã ba Hiếu Liêm và Nam giáp sông Đồng Nai đoạn từ ngã ba Hiếu Liêm về thị trấn Tân Uyên.
Sang chiến tranh Việt Nam, do đặc điểm về quy mô của cuộc chiến tranh, trung tâm căn cứ chuyển dần lên phía Đông Bắc. Đến đầu năm 1975, căn cứ được xây dựng hoàn chỉnh, phạm vi phát triển đến mức cao nhất. Toàn bộ căn cứ địa nằm ở phía Bắc sông Đồng Nai, phía Tây giáp địa giới hai tỉnh Bình Long và Phước Long cũ, phía Bắc giáp biên giới Việt Nam-Campuchia và phía Đông giáp địa giới 3 tỉnh Bình Dương, Bình Phước, Đắk Lắk hiện nay kéo về rừng Cát Tiên phía thượng nguồn sông Đồng Nai bên hữu ngạn.
Nằm trong vùng rừng núi phía Bắc miền Đông Nam Bộ, địa thế hiểm trở, chiến khu Đ là một khu vực lý tưởng cho việc xây dựng căn cứ, nơi cất giấu lực lượng, cất giữ kho tàng và phát triển mọi mặt của một căn cứ địa kháng chiến. Lưng dựa vào dãy Trường Sơn và vùng rừng núi miền Nam Đông Dương, dính với một phần đoạn cuối Đường mòn Hồ Chí Minh, phía trước lấn sát vùng đồng bằng đông dân cư và các khu đô thị lớn, chiến khu Đ còn là một vị trí án ngữ chiến lược, nối nhiều chiến trường với nhau, là một trong những địa điểm liên lạc, tiếp nối, vận chuyển quan trọng từ hậu phương miền Bắc vào tiền tuyến miền Nam. Hơn nữa, với ưu thế tiếp cận các đường giao thông chiến lược, các đô thị lớn và thành phố Sài Gòn, chiến khu Đ có ưu thế là một bàn đạp quân sự tiến công vào mục tiêu quân sự, chính trị, kinh tế của Hoa Kỳ và Việt Nam Cộng hòa ở Sài Gòn và các tỉnh miền Đông Nam Bộ.
Nằm án ngữ trên hành lang cửa ngõ phía Bắc Sài Gòn, nối thông lên vùng rừng núi Tây Nguyên, chiến khu Đ giữ một vị trí chiến lược đặc biệt quan trọng. Trong 2 cuộc kháng chiến, chiến khu Đ là căn cứ địa quan trọng của tỉnh Biên Hòa, Thủ Dầu Một, của Quân khu 7 và toàn Nam Bộ.

## Nhận định
Chiến khu Đ được coi là trung tâm kháng chiến, là nơi ra đời và phát triển của các lực lượng vũ trang miền Đông Nam Bộ như tiểu đoàn 800, trung đoàn 762, sư đoàn 9, sư đoàn 5.
Theo nhà nước Việt Nam, về phương diện chính trị, tinh thần, Chiến khu Đ tồn tại như một biểu tượng của cuộc kháng chiến, tiêu biểu cho ý chí, sức mạnh tinh thần của dân Việt, là nguồn hy vọng, là niềm tin của toàn thể cán bộ, chiến sĩ và người dân trên địa bàn miền Đông Nam Bộ. Lê Duẩn, nguyên Bí thư thứ nhất Ban chấp hành Trung ương Đảng Cộng sản Việt Nam đã đánh giá vị trí chiến lược của Chiến khu Đ: "Miền rừng núi Đông Nam bộ và Khu VI đối với Sài Gòn và đồng bằng sông Cửu Long có vị trí tương tự như khu căn cứ Việt Bắc đối với Hà Nội và đồng bằng Bắc bộ trước đây trong kháng chiến chống Pháp."

## Trong văn học-nghệ thuật

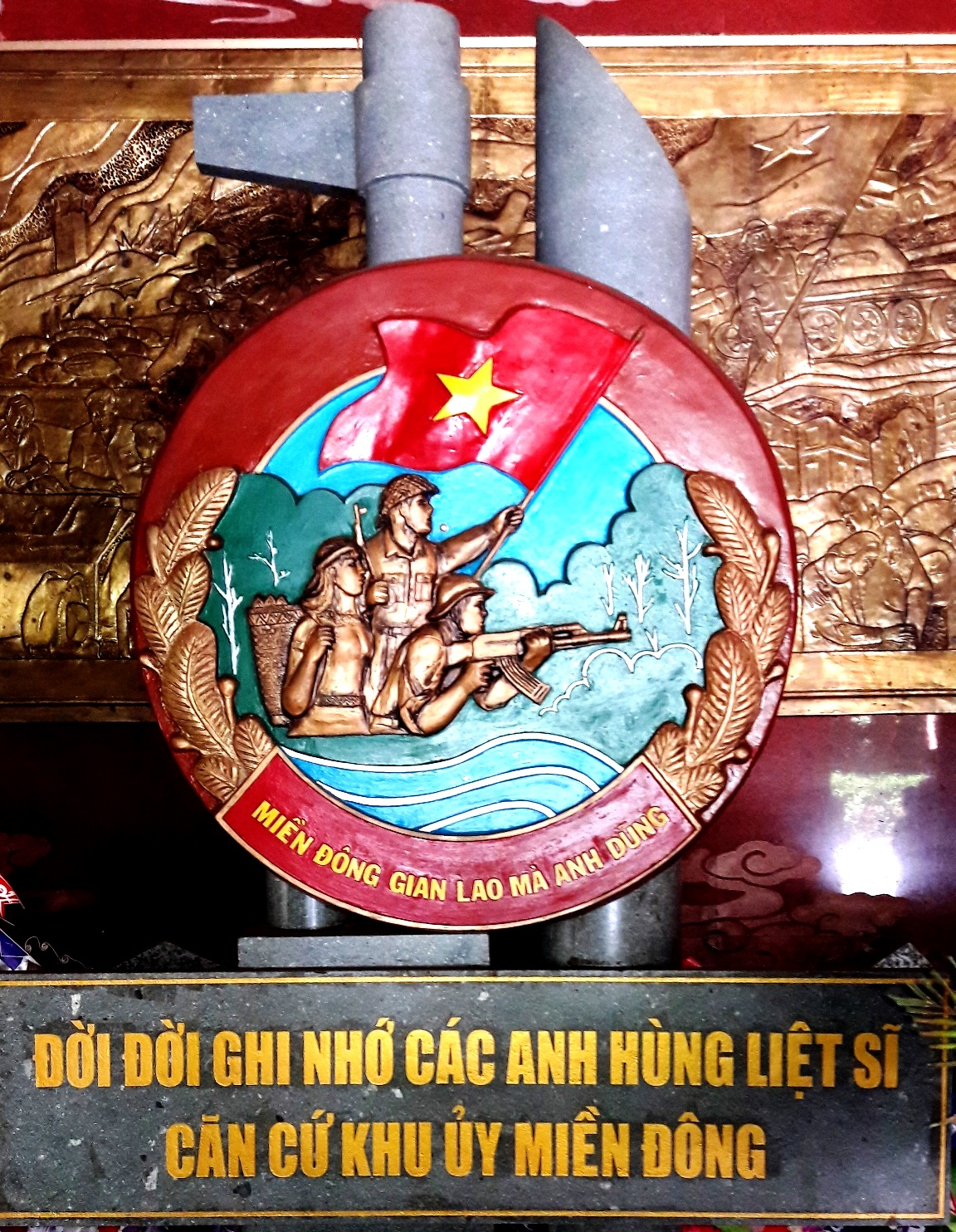
Biểu tượng Chiến khu Đ

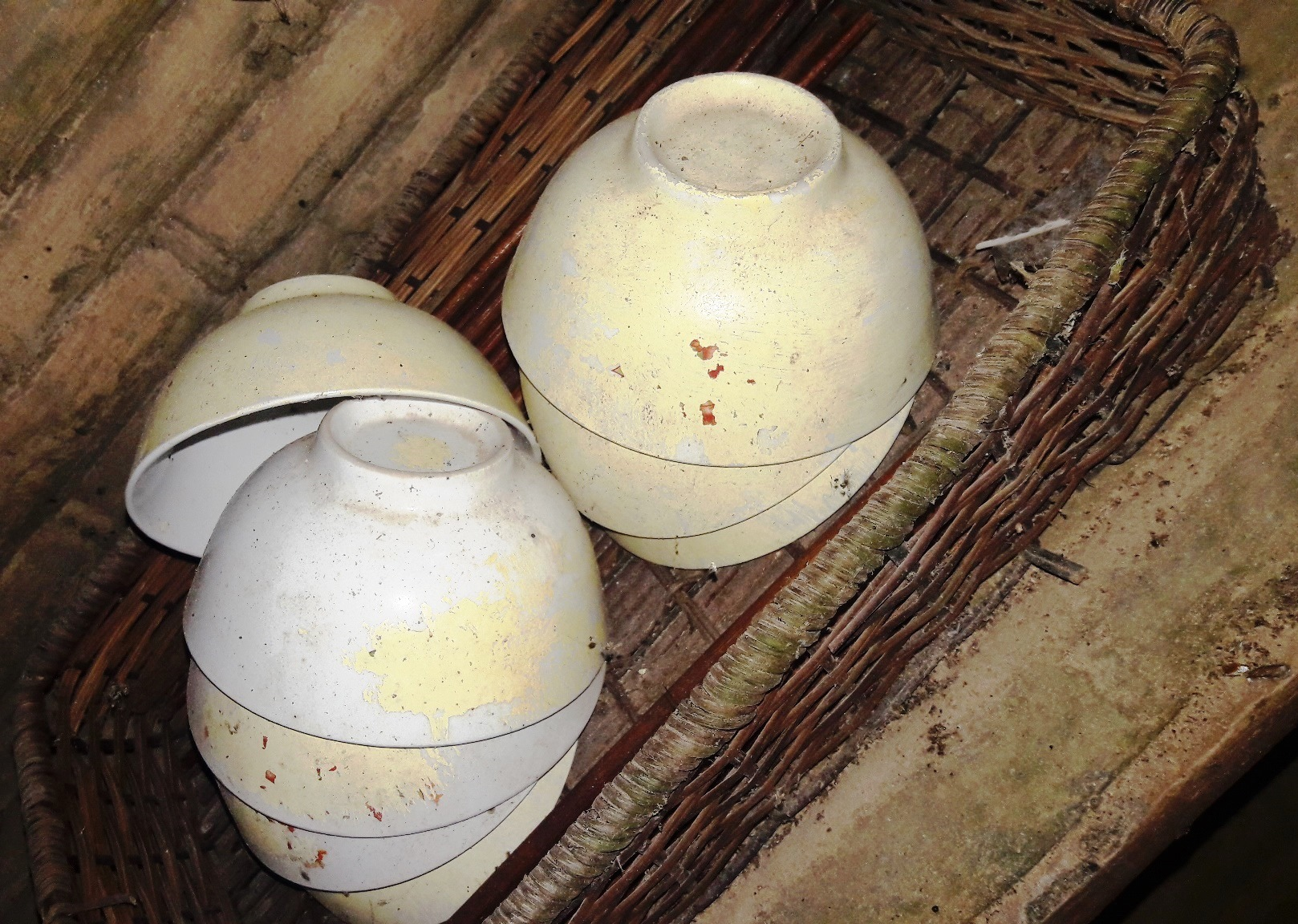
Chén bát của quân du kích ở chiến khu D

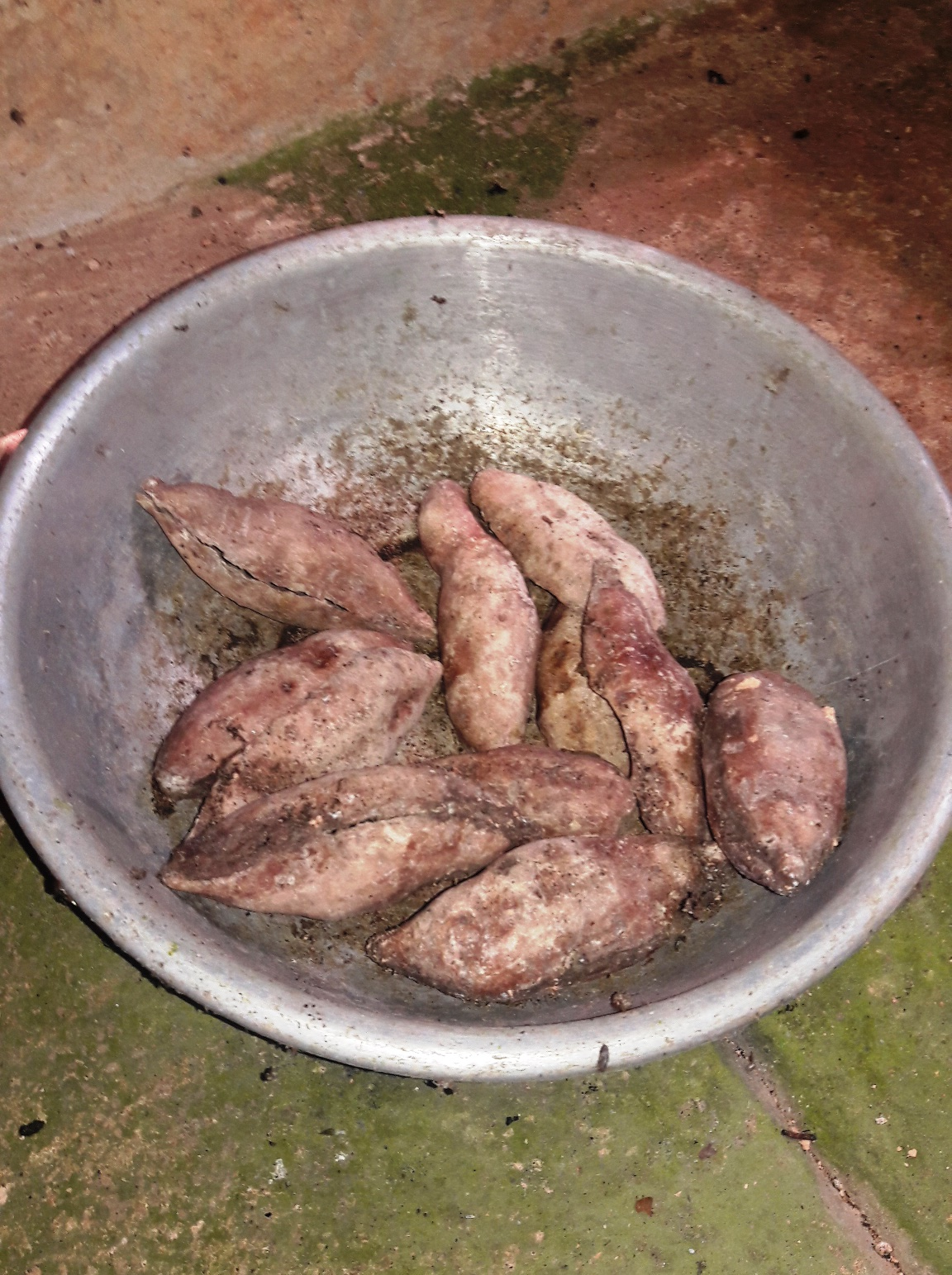
Tượng phục dựng khoai lang trên bếp Hoàng Cầm ở Chiến khu D

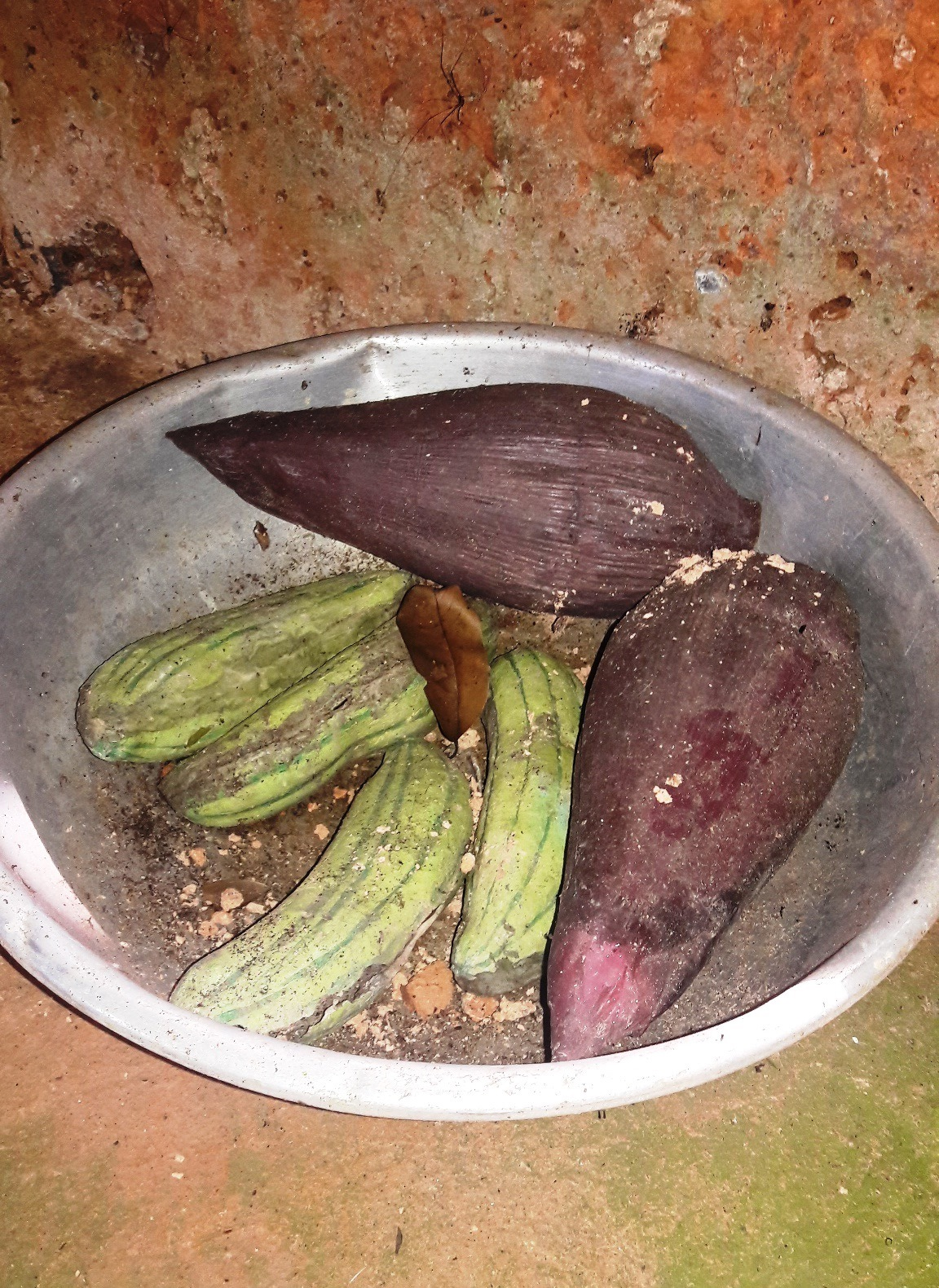
Tượng phục dựng bắp chuối trên bếp Hoàng Cầm ở Chiến khu D

Thi tướng Huỳnh Văn Nghệ đã sáng tác nhiều bài thơ về chiến khu Đ, sau đây là một số tác phẩm tiêu biểu của ông:
Sau Nam Kỳ khởi nghĩa
Trước cách mạng mùa thu
Có một nhóm đồng chí
Ra thành lập chiến khu
Ngồi quanh một ấm chè
Thảo luận suốt trưa hè
Tên chiến khu bất khuất
Đồng Nai hay Đất Cuốc
Rốt cuộc Chiến khu Đ
Đã bao mùa lá vàng rơi từ ấy
Chiến khu Đ vẫn đỏ máu quân thù.
Đoạn thơ trên đề cập đến thời điểm ra đời của Chiến khu Đ; đồng thời cắt nghĩa xuất xứ tên gọi "Đ" của chiến khu.
Vào hạ tuần tháng 10 năm 1945, quân đội Pháp bắt đầu tấn công quyết liệt, trong điều kiện tương quan lực lượng quá chênh lệch, các lực lượng kháng chiến để lại một bộ phận nhỏ hoạt động ở vùng ngoại ô, còn lại rút ra vùng ngoài củng cố xây dựng lực lượng chuẩn bị cho cuộc kháng chiến lâu dài. Hàng ngàn công nhân, trí thức, học sinh rời thành đi kháng chiến. Chiến khu Đ trở thành nơi tập hợp lực lượng trong vùng. Sự kiện lịch sử này được nhắc tới trong bài thơ "Ngày hội" của Huỳnh Văn Nghệ:
Biên Hòa đã mất
Chiến khu Đ cờ vẫn đỏ ngọn cao
Du kích Tân Uyên ngày đào đắp chiến hào
Đêm tập một hai vang trường Đất Cuốc...
Anh Nguyễn Bình cũng đã về đây
Xem địa thế sông dài rừng thẳm
Tình quân dân đầm ấm
Anh xuống ngựa buộc cương...
Lạc An bỗng tưng bừng ngày hội
Kéo về đây đến bốn, năm chi đội
Kim Trương, Tô Ký, Vũ Đức, Tấn Chùa
Chiến khu Đ của tiểu đội ngày xưa
Bỗng lớn lên như Phù Đổng.
Với ưu thế về quân đội, trang bị, vũ khí, hỏa lực, Pháp liên tục đánh chiếm các vùng của Việt Nam. Tân Uyên và nhiều vùng phụ cận rơi vào tay quân Pháp:
Rồi từ đó Tân Uyên thành chiến địa
Máu quân thù tiếp tục chảy không thôi
Dòng sông xanh đã nhuộm màu máu tía
Thuyền bến xưa phiêu bạt bốn phương trời.
(bài Mất Tân Uyên)
Sau khi hòa bình lập lại, Việt Nam thống nhất, Huỳnh Văn Nghệ trở về chiến khu Đ và sáng tác những vần thơ nhớ một thời kháng chiến bất khuất, hoặc xót xa với cảnh rừng bị quân đội Pháp, quân đội Hoa Kỳ tàn phá đến hoang trụi.
Đất rừng còn nhức nhối
Hố bom khoét thân mình
Cây dầu còn rỉ máu
Vết đạn vẫn chưa lành...
Dân mình còn gian khổ
Hòa bình chưa ăn mừng
Lo thiếu gạo thiếu gỗ
Nhưng phải bảo vệ rừng
Ngày mai rừng tươi lại
Cho người đỡ nắng mưa
Thêm lúa thơm gỗ quý
Suối trong veo bốn mùa.
(bài Cây thông già và anh thợ rừng)